# Vườn quốc gia Los Katíos
Công viên tự nhiên quốc gia Los Katíos (tiếng Tây Ban Nha: Parque Nacional Natural (PNN) Los Katíos) là một khu vực được bảo vệ có diện tích 720 km2 (280 dặm vuông Anh) nằm ở tây bắc Colombia. Độ cao của nó dao động từ 50 và 600 m (160 và 1.970 ft) và là một phần của Gián đoạn Darién, một khu vực rừng rậm chung giữa Panama và Colombia và tiếp giáp với Vườn quốc gia Darién của Panama. Xa lộ Liên Mỹ khi hoàn thành dự kiến sẽ băng qua hoặc gần với với vườn quốc gia. Nó được UNESCO công nhận là Di sản thế giới từ năm 1994 bởi sự đa dạng phi thường của hệ động thực vật hoang dã. Vườn quốc gia là nơi chứa 25% số loài chim của Colombia, trong khu vực có diện tích chưa đến 1% của đất nước.

## Địa hình
Vườn quốc gia Los Katíos được thành lập vào năm 1974 với diện tích ban đầu 52.000 ha và được mở rộng thêm vào năm 1980. Nơi đây có địa hình chủ yếu là đồi núi thấp, rừng và đồng bằng, đầm lầy ẩm được chia thành 2 khu vực là: Vùng núi Serranía del Darien ở phía Tây và vùng đồng bằng ngập nước của sông Atrato (đây là con sông chảy nhanh nhất thế giới). Vùng cao nhất trong vườn quốc gia cũng chỉ khoảng 600 m, còn lại là vùng đồi núi thấp hơn, đồng bằng, khu vực đầm lầy, cùng những thác nước rất đẹp.

## Động thực vật
Los Katíos chỉ chiếm chưa đầy 1% diện tích của Colombia nhưng chiếm 25% số loài chim của cả quốc gia này cùng rất nhiều các loài động thực vật tạo thành sự đa dạng sinh học rất lớn. Vườn quốc gia bao gồm chủ yếu là các khu rừng đầm lầy ở vùng đất thấp, chiếm nửa diện tích. Phần còn lại ở những đồi núi thấp thì là các khu rừng mưa nhiệt đới với rất nhiều các cây chỉ có ở Colombia, Nam Trung Mỹ và Jamaica. Động vật bao gồm những loài đặc trưng khu vực với tổng cổng 450 loài như (chim ruồi, chim Chachalaca đầu xám...), 550 loài động vật có xương sống cùng với các loài động vật có vú (chó bụi rậm, thú ăn kiến khổng lồ và heo vòi Trung Mỹ). lưỡng cư và lợn biển tìm thấy trong vùng.

## Văn hóa
Vườn quốc gia trước đây là nơi sinh sống của dân tộc Kuna, một nhóm người bản xứ nhưng buộc phải chuyển đến Panama vì các cuộc giao tranh của bộ tộc với nhóm Katío-Embera nên vườn quốc gia cũng có tên là Los Katíos. Các tàn tích khảo cổ được phát hiện là minh chứng về lịch sử khu vực cách đây 20.000 năm về những người dân đầu tiên di cư từ Bắc Mỹ đến sống ở khu vực này.

## Đe dọa
Năm 2009, vườn quốc gia này bị đưa vào danh sách Di sản thế giới bị đe dọa theo yêu cầu của Chính phủ Colombia nhằm xử lý các mối đe dọa của nó, đặc biệt là phá rừng, định cư, khai thác tài nguyên trái phép và sẵn bắn. Tuy nhiên, nhờ những nỗ lực hợp tác quốc tế, di sản này đã dần khắc phục được các mối đe dọa kể trên, nhất là việc khai thác gỗ trái phép và săn bắt động vật quá mức. Năm 2015, tại phiên họp thứ 39 của Ủy ban Di sản thế giới tại Bonn, vườn quốc gia đã được đưa ra khỏi danh sách Di sản thế giới bị đe dọa.